# Дессау, Бернхард
Бернхард Дессау (нем. Bernhard Dessau; 1 марта 1861, Гамбург — 28 апреля 1923, Берлин) — немецкий скрипач и композитор еврейского происхождения. Дядя композиторов Пауля Дессау и Жана Жильбера.
Учился у Генри Шрадика, Йозефа Иоахима, Генрика Венявского. Концертмейстер Берлинской королевской оперы и Берлинской королевской капеллы. Выступал также как солист, в составе Берлинского трио (с Морицем Майер-Маром и Генрихом Грюнфельдом) и во главе струнного квартета (с 1902 года). Преподавал в Консерватории Штерна.
Записанная Дессау в 1903 году Легенда Op. 17 Генрика Венявского вошла в состав сборника «The Great Violinists Recordings from 1900—1913» (2004, британский лейбл Testament). Известна также осуществлённая Дессау в том же году запись собственной мазурки.
Бернхарду Дессау посвящён струнный квартет «Гебраикон» (на еврейские темы) Пауля Эртеля (1912).